# 캘리포늄
캘리포늄(←영어: Californium 캘리포니엄[*]) 또는 칼리포르늄(문화어: 칼리포르니움←독일어: Californium 칼리포르니움[*])은 화학 원소로 기호는 Cf(←라틴어: Californium 칼리포르니움[*]), 원자 번호는 98이다. 캘리포늄은 1950년 캘리포니아 대학교 버클리에서 퀴륨(Cm)에 알파 입자를 충돌시켜 처음으로 합성하였다. 악티늄족에 속하며 6번째로 합성된 초우라늄 원소이다. 또한 육안으로 보일 만큼 원소 샘플이 모아진 원소 중에서 두번째로 원자량이 큰 원소이다(아인슈타이늄 다음으로). 이름은 캘리포니아 주 와 캘리포니아 대학교에서 유래하였다.
캘리포늄은 보통의 압력에서 900 °C를 경계로 두가지의 결정 구조를 지니며 고압에서 또 다른 세번째 구조를 이룬다. 캘리포늄은 상온에서 느리게 광택을 잃는다. 화합물에서는 주로 캘리포늄(III)의 산화수를 가진다. 20개의 발견된 동위원소 중에서 캘리포늄-251이 898년의 반감기로 가장 안정하다. 이런 짧은 반감기는 이 원소가 지각에서 그리 눈에 띄일 만한 양이 발견되지 않는다는 것을 의미한다. 캘리포늄-252는 반감기가 2.645년으로 이용되고 만들어지는 가장 일반적인 동위원소이다.
캘리포늄은 초우라늄 원소 중 실질적으로 이용되는 몇 안되는 원소들 중 하나이다. 대부분 캘리포늄의 농도는 캘리포늄 동위원소들의 중성자를 방출하는 성질을 이용한다. 예를 들면 캘리포늄은 원자로를 작동시킬 때와 중성자 회절, 중성자 분광학으로 물질을 연구할 때 도움이 되는 원소이다. 또한 캘리포늄은 더 무거운 초중원소들을 합성하는 데도 도움이 되는데 원자번호 118번 오가네손(Og)은 캘리포늄-249 원자를 칼슘-48과 충돌시켜서 합성되었다. 캘리포늄은 핵연료 스캐너, 암의 치료, 항공기나 무기 등의 부품의 부식, 금이 간 부분이나 갇힌 습기를 찾아내는 데 쓰이는 중성자 X-선 촬영, 금속 탐지기 등에도 사용된다. 캘리포늄을 이용하는 사람들은 방사성 물질에 대한 영향과 캘리포늄이 뼈 조직에 축적되어서 적혈구 형성을 방해할 수 있는 위험한 능력을 고려해야 한다.

## 특징

### 물리적 성질
캘리포늄은 은백색의 악티늄족 금속이며 870~930°C의 녹는점과 1745 K의 추정된 끓는점을 가지고 있다. 순수금속은 가단성이 있고 면도칼로 쉽게 잘린다. 캘리포늄 금속은 300 °C의 진공 상태에서 증발하기 시작한다. 51 K 밑에서는 준강자성 아니면 강자성을 띤다. 48~66 K에서는 반강자성을 띠고(중간 상태이다) 160 K 이상에서는 상자성을 띤다. 란타넘족 원소들과 합금을 생성하기도 하지만 그리 많이 알려져 있지는 않다. 이 원소는 1 표준 대기압 밑에서는 두가지 결정 구조를 갖는데 하나는 이중 육방정계 구조를 갖는 알파 결정 구조와 면심입방격자 구조를 가지는 베타 결정 구조이다. 알파 결정 구조는 600 °C~800 °C이하에서 15.10 g/cm3의 밀도를 가지고 베타 결정 구조는 600 °C~800 °C 이상에서 8.74 g/cm3의 밀도로 존재한다. 48 GPa 위에서는 베타 결정 구조가 사방정계 구조로 변하는데 이건 원자의 5f 전자의 비편재화로 인해 전자들이 결합에 참여할 수 있게 되기 때문이다. 부피탄성계수(체적탄성계수)는 물체에 압력이 가해졌을 때 부피의 변화에 저항하는 강성을 나타낸 것이다. 캘리포늄의 부피탄성계수는 45~55 GPa이다. 이는 3가의 란타넘족 원소들과 비슷하지만 알루미늄(Al) 같은 3가의 더 비슷한 금속들보다는 부피탄성계수가 낮다.(알루미늄의 부피탄성계수는 70 GPa)

### 화학적 성질 및 화합물
원자가가 +2인 캘리포늄 화합물: 브로민화 캘리포늄(ll) CfBr2 [노란색 화합물], 아이오딘화 캘리포늄(ll) CfI2 [어두운 보라색 화합물]
원자가가 +3인 캘리포늄 화합물: 산화 캘리포늄(lll) CfO3 [황록색 화합물], 플루오린화 캘리포늄(lll) CfF3 [밝은 초록색 화합물], 염화 캘리포늄(lll) CfCl3 [에메랄드 녹색], 브로민화 캘리포늄(lll) CfBr3 [노르스름한 초록색], 아이오딘화 캘리포늄(lll) CfI3 [레몬색 화합물], 캘리포늄 붕산염 Cf[B6O8(OH)5] [연한 초록색 화합물]
원자가가 +4인 캘리포늄 화합물: 산화 캘리포늄(lV) CfO2 [짙은 갈색 화합물], 플루오린화 캘리포늄(lV) CfF4 [초록색 화합물]
캘리포늄은 +2, +3, +4의 산화수를 가질 수 있다. 화학적 성질들은 다른 원자가가 3인 악티늄족 원소들과 주기율표상에서 캘리포늄 바로 위에 위치하는 란타넘족 원소인 디스프로슘(Dy)과 비슷하다고 생각된다. 캘리포늄은 공기중에서 느리게 광택을 잃고 습기가 많으면 광택을 잃는 속도가 빨라진다. 캘리포늄은 가열되었을 때 수소(H), 질소(N), 칼코젠(16족 원소들)과 반응한다. 마른 수소와 수분을 함유한 무기산과의 반응은 매우 빠르게 진행된다. 캘리포늄은 +3 양이온 형태일 때만 수용성이다. 수용액에서 Cf3+이온을 산화시키거나 환원시키려는 시도는 모두 실패했다. 이 원소는 수용성인 염화물, 질화물, 과염화물, 그리고 황산염을 생성하고 플루오린화물, 옥살산염, 수소화물은 앙금이다. 캘리포늄은 전자쌍을 공유하는 성질을 가진 가장 무거운 악티늄족 원소로 이러한 성질은 Cf[B6O8(OH)5]에서 보인다.

### 동위원소
캘리포늄은 20개의 방사성 동위원소가 알려져 있으며 가장 안정한 방사성 동위원소는 캘리포늄-251로 898년의 반감기를 가진다. 그 다음으로 안정한 동위원소들은 캘리포늄-249(반감기 351년), 캘리포늄-250(반감기 13.08년), 캘리포늄-252(반감기 2.645년)이다. 이들을 나머지 동위원소들은 반감기가 1년 미만이며, 대부분 20분을 넘지 않는다. 캘리포늄의 동위원소들은 237에서 256까지의 질량수를 가진다.
캘리포늄-249는 버클륨-249의 베타 붕괴로 생성되고 다른 대부분의 캘리포늄 동위원소들은 원자로에서 버클륨 동위원소에 중성자가 흡수되며 생성된다. 캘리포늄-251이 가장 안정한 동위원소임에도 불구하고 이 동위원소의 생산량은 전체의 10 % 밖에 되지 않는데 이는 이 동위원소가 중성자를 잘 흡수(중성자 포획)하고 다른 입자들과 상호작용을 잘 하는 성질에 있다.
캘리포늄-252는 아주 강한 중성자 발생원으로 따라서 방사성이 아주 강하며 위험하다. 96.9 %의 캘리포늄-252는 알파 붕괴를 통해 퀴륨-248을 생성하고 나머지 3.1 %는 자발 핵분열을 한다. 1 마이크로그램(μg)의 캘리포늄은 자발 핵분열을 통해 초당 230만개의 중성자(n)를 방출한다. 대부분의 다른 캘리포늄 동위원소들은 알파 붕괴를 통해 퀴륨(Cm, 원자번호 96번)의 동위원소로 붕괴된다.

## 생성
캘리포늄의 존재 흔적은 이 원소를 이용하는 설비 근처에서 발견된다. 이 원소는 물에 불용성이지만 일반 흙에 잘 들러붙는다. 대기권 핵실험 낙진에서도 소량이 발견된다. 질량수 249, 252, 253, 254를 가지는 캘리포늄 동위원소들이 핵폭발 뒤에 남은 방사성 먼지에서 발견되었다. 초신성에서 254Cf와 같이 약 60일의 반감기를 가지는 방사성 동위원소의 흔적이 발견되면서 캘리포늄이 초신성 폭발에서 생성될 수 있다는 주장이 있었나 캘리포늄의 스펙트럼이 초신성에서 아직까지 발견된 바 없고 약 60일의 반감기를 가지는 그 동위원소는 니켈-56인 것으로 밝혀졌다. 캘리포늄을 포함한 아메리슘(Am)부터 페르뮴(Fm)까지의 초우라늄 원소들은 오클로 천연원자로(Oklo natural nuclear fission reactor)에서 자연적으로 생성되었지만, 이 원소들은 짧은 반감기로 인해 오래 남지는 못한다.